# 소천성표
《소천성표》(掃天星表, 독일어: Durchmusterung 두르히무스터룩[*])는 전천(全天)의 항성을 조사해 정리한 성표이다. 《본소천성표》, 《코르도바 소천성표》, 《케이프 사진소천성표》의 3가지 성표를 포괄적으로 가리키는 말이다. 현재 소천성표는 항성뿐만이 아니라 다른 천체도 다루고 있다. 독일식 이름 ‘두르히무스터룩’이 그대로 영어에도 이식되어 ‘덜치머스테링’이라고 하며, ‘물체, 정보의 조직적 조사’라는 의미다.

## 기원
《본소천성표》(Bonner Durchmusterung)는 독일의 프리드리히 빌헬름 아르겔란더, 아델베르트 크뤼거, 에두아르드 숀필드가 발표했으며, 320,000개의 항성의 1855.0년 분점의 위치를 망라하고 있는 것이었다. 이것은 현대 성도의 개척적 존재로 가치를 인정받고 있다. 본소천성표 자체는 본 천문대에서의 관측에 근거하여, 북천 전체와 남천 일부만을 커버하는 물건이었기 때문에, 그 뒤 1886년에 《남천소천성표》(Sudliche Durchmusterung)에 의해 적위 -1° ~ -23°의 120,000개 항성이 추가되었다.

## 확장
초기의 천체물리학이나 천체역학, 태양계 연구 등, 많은 천문학 연구는 근본적으로 지도표나 《본소천성표》에 많은 양을 의존하고 있었지만, 그 뒤 위치의 정확함이 엄밀한 연구에서는 부적절함이 밝혀졌다. 또한 《본소천성표》는 독일에서 볼 수 없는 남천은 기술하지 않고 있어 전천을 빠짐없이 표기할 수 없었다.
이 때문에 과학 공동체는 2가지의 추가 관측으로 남천의 정보를 보충하기로 결정했다. 남반구의 아르헨티나의 코르도바, 남아프리카의 케이프타운의 천문대에서 관측이 시행되었다. 존 M. 더미의 주도로 1892년에 580,000개 항성을 수록하고 있는 《코르도바 소천성표》(Cordoba Durchmusterung)가 발표되었고, 1896년에는 《케이프 사진소천성표》(Cape Photographic Durchmusterung)가 발표되었다. 《코르도바 소천성표》는 《본소천성표》와 같은 방식으로, 육안 관측으로만 만들어졌다. 이에 비해 《케이프 사진소천성표》는 당시로서 신기술이었던 사진 건판을 이용해 만들었다.
이 2개의 소천성표에 의해 보다 엄밀한 위치 결정이 가능해졌고, 19세기의 천문학자들과 축지학자들은 지축, 춘분점, 황도면을 기준으로 한 천문기초 공통좌표를 사용하게 되었다. 이 방식은 베를린 천문대의 《기초성표》의 전제가 되어, 그 뒤의 소천성표나 《독일 천문협회 성표》(AGK)에도 사용되었다.

## 항성 번호
소천성표는 현재까지도 사용되고 있으며, 상기의 소천성표의 머릿글자를 따서 항성 번호를 부여하고 있다. 《본소천성표》와 《남천소천성표》의 경우에는 약호를 BD로 하며, 《코르도바 소천성표》, 《케이프 사진소천성표》는 CD를 약호로 사용하는데, 《코르도바 소천성표》를 CD, 《케이프 소천성표》를 CPD로 사용하는 경우가 많다. 이것을 구분하지 않고 ‘소천성표’(Durchmusterung) 자체의 약자로 Dm을 약호로 사용하는 경우가 있지만, 이 경우는 3가지 소천성표 중 어느 것을 가리키는지 불명료하여 혼란을 초래할 가능성이 있다.
이런 번호 부여 방식의 예로, 시리우스를 보자면 항성 번호 ‘BD -16 1591’에서 BD는 소천성표 약호이며, -16은 적위를, 1591은 번호를 의미한다.
전문 천문학자들은 보통 헨리 드레이퍼 목록(HD)을 사용하지만, 소천성표들은 비록 낡았어도 방대한 양의 항성을 기재하고 있기 때문에, HD 목록에 없는 항성이 소천성표에는 실려있는 경우도 있다. 이런 경우에는 소천성표가 사용된다.